# بستغان (تشكدان)
بستغان (بالفارسية: بستگان) هي قرية تقع في إيران في قسم تشکدان الريفي. يقدر عدد سكانها بـ 45 نسمة بحسب إحصاء 2016.